# James Q. Wilson
För andra betydelser, se James Wilson (olika betydelser).
James Quinn Wilson, född 27 maj 1931 i Denver, Colorado, död 2 mars 2012 i Boston, Massachusetts, var en amerikansk statsvetare och kriminolog (högerrealist) och en auktoritet inom offentlig förvaltning. Wilson var professor och emeritus vid Clough Center för studier av konstitutionell demokrati på Boston College.

## Karriär
År 1952 tog James Wilson sin filosofie kandidat vid University of Redlands, där han 1951 och 1952 erhöll mästartiteln i National Debate Tournament, vilket är ett nationellt mästerskapen i formen av en forskningsbaserad taltävling där lag två debatterar för- och nackdelar med policyförändringar föreslagna av USA:s federala regering. Han slutförde sina masterstudier 1957 och doktorerade 1959 i statsvetenskap vi University of Chicago. Mellan åren 1961 och 1987 var han Shattuck Professor of Government vid Harvard University. Från 1987 till 1997 var han James Collins Professor of Management and Public Policy vid UCLA Anderson School of Management vid University of California, Los Angeles. Från 1998 till 2009 var han Ronald Reagan Professor of Public Policy vid Pepperdine Universitys School of Public Policy.
För närvarande är Wilson Clough Senior Fellow vid Clough Center for the Study of Constitutional Democracy vid Boston College och professor vid högskolans statsvetenskapliga institution.
James Wilsons American Government kom 2010 ut i sin tolfte upplaga och är idag den bäst säljande boken inom sin kategori.[källa behövs]

## Forskning
År 1975 presenterade James Wilson sina tankar kring brottsligheten i boken Thinking About Crime. I boken förnekar Wilson att fattigdomsbekämpning och att utjämning av samhället orättvisor kan reducera brottslighetens omfattning. Enligt honom ledde sådana program i USA till att brottsligheten ökade. Han argumenterade för att brottsligheten inte kan förklaras i termer av ekonomiska förutsättningar och kan inte heller förebyggas genom en välfärdsstat. Wilson anförde att brottslighet är resultatet av rationella överväganden och beräkningar (se rational choice); människor kommer att begå brott när förtjänsten överväger riskerna i genomförandet av brottet samt de egna individuella kostnaderna för brottet. Mot bakgrund av det resonemanget ansåg han att svaret låg i en hårdare kriminallagstiftning. 
Efter 1985 började Wilson söka svaret på brottsligheten i biologiska förklaringsmodeller. Han argumenterade för att människor är födda med en naturlig fallenhet och med anlag för brott. Denna potential kan nå sin utveckling genom en illa genomförd socialisation av individen eller genom uppväxt i olämpliga familjer, exempelvis familjer där föräldern är ensamstående. Vidare utvecklar han tankar om hur välfärdssamhället medfört att människor blivit bekväma. Människor behöver inte längre arbeta hårt och kämpa för att ha kvar sina arbeten, istället är det möjligt att överleva genom statliga välfärdsprograms försorg. Han knyter an till tidigare tankar om rationella överväganden och argumenterar att det allt rikare samhället medfört att de möjliga förtjänsterna av brottslig verksamhet ökat, varför fler människor lockas in i ett liv av kriminalitet.
Wilsons mest kända verk är den om Broken Windows-teorin, som han skrev tillsammans med George L. Kelling och Catherine Coles i början av 1980-talet.

## Offentliga och näringslivsuppdrag
Wilson är före detta ordförande för White House Task Force on Crime (1966), National Advisory Commission on Drug Abuse Prevention (1972–1973) och ledamot av Attorney General's Task Force on Violent Crime (1981), President's Foreign Intelligence Advisory Board (1985–1990), samt President's Council on Bioethics. Han är före detta ordförande för American Political Science Association. Han var styrelseledamot av New England Electric System (National Grid USA), Protection One, RAND, och State Farm Mutual Insurance.
Idag är han ordförande för Council of Academic Advisors till American Enterprise Institute och ledamot av American Academy of Arts and Sciences och American Philosophical Society, samt av International Council för det New York-baserade Human Rights Foundation.

### Politiska åsikter
Som ung professor röstade han för John Kennedy, Lyndon Johnson och Hubert Humphrey och arbetade i den senares presidentvalskampanj. Senare blev Wilson känd som en framträdande konservativ akademiker, vilket framgår av hans rådgivande position till American Enterprise Institute.[källa behövs] Han var en framträdande profil inom den tredje vågens Nya högern i USA.

## Utnämningar
- Hedersdoktor vid Harvard University.
- Lifetime Achievement Award, American Political Science Association, 2001.
- The Presidential Medal of Freedom (Frihetsmedaljen) given av president George W. Bush in 2003.

## Död
Den 2 mars 2012 avled Wilson i Boston, Massachusetts från komplikationer uppståndna på grund av leukemi.